# Trikåer

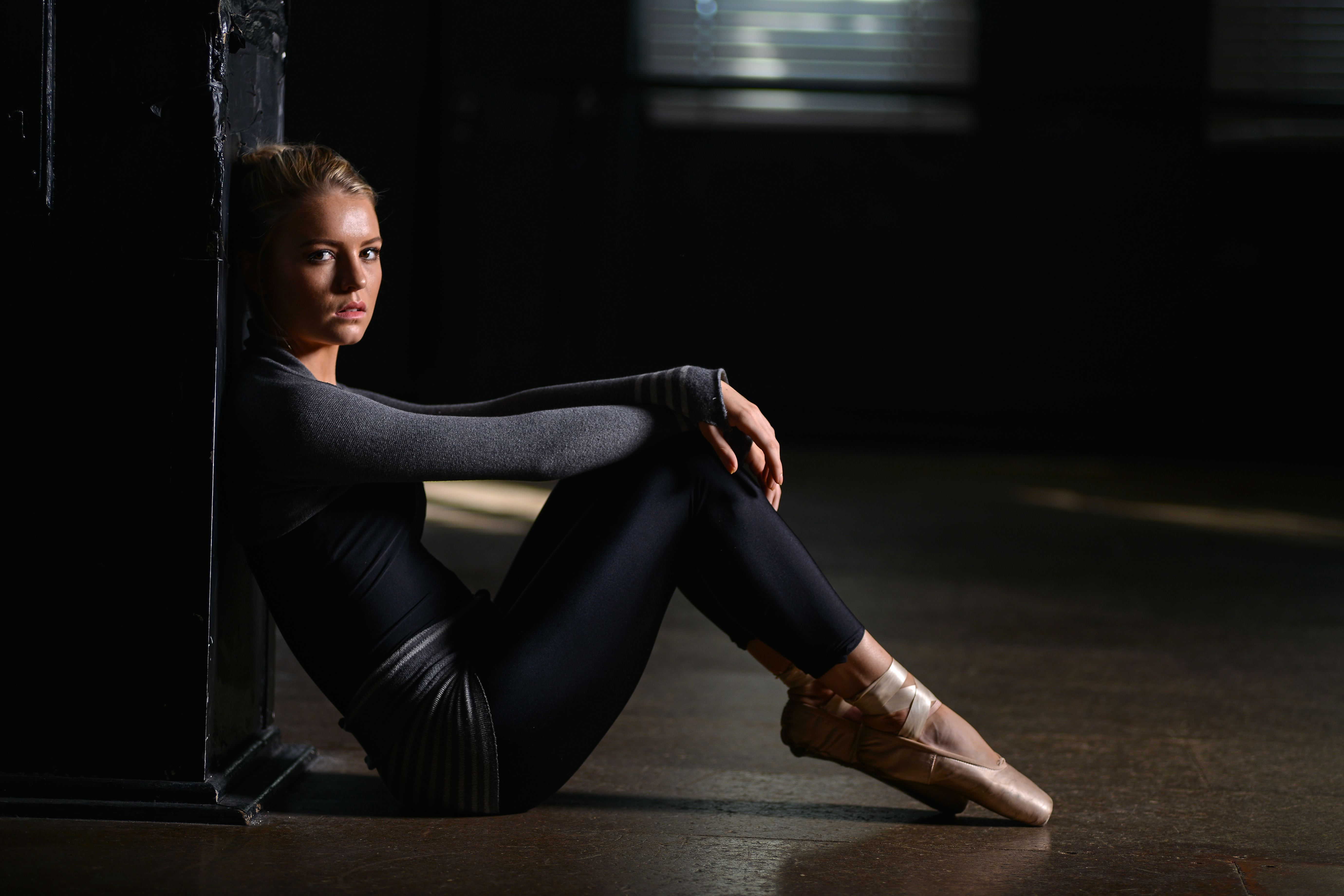
Dansare i trikåer.

Trikåer är ett slags tygplagg, som oftast klär kroppen från midjan till tå med en tät passning. Trikåer är i mångt och mycket samma koncept som strumpbyxor. Trikåernas historia går tillbaka flera århundraden, då de vanligtvis bars av män. Även om plagget anses vara unisex och i vissa avseenden även bärs av män (inom till exempel balett) är det främst kvinnor och flickor som idag nyttjar dem. Vanliga material är bomull, elastan och lycra.